# Усландыр-Янишево
Усла́ндыр-Я́нишево (чув. Услантӑр Енӗш) — деревня в Вурнарском районе Чувашии (Россия), входит в состав Ойкас-Кибеского сельского поселения.
Расположена в 56 км к югу от центра Чебоксар. В деревне две улицы: Комсомольская и Молодёжная.
Основана около 1590 года. В деревне 54 дома. Рядом находится плотина, которая по площади занимает 3 место в Чувашии. Деревня газифицирована, дома оснащены водой. Имеется клуб на 100 посадочных мест, рядом с клубом находится фельдшерский пункт.

## Население
| 2010 | 2012 |
| ---- | ---- |
| 104  | ↗125 |